# Storm Mountain, British Columbia
Storm Mountain är ett berg i Kanada.   Det ligger i provinsen British Columbia, i den centrala delen av landet, 3 000 km väster om huvudstaden Ottawa. Toppen på Storm Mountain är 3 100 meter över havet.